# Iglesia de San Severo
La iglesia de San Severo es un templo de culto católico de Barcelona, España, situado en el número 9-11 de la calle homónima, en el barrio Gótico, frente a la Catedral. Está bajo el advocación de San Severo de Barcelona, obispo de Barcelona, mártir y uno de los patrones de la diócesis. La iglesia conserva su decoración barroca original y está catalogada como Bien Cultural de Interés Local.

## Historia
La construcción del templo se inició en 1699, según un proyecto de Jaume Arnaudies del año anterior. La obra fue continuada por el maestro de obras Juan Fiters. La iglesia fue consagrada en 1703, aunque su construcción no terminó hasta dos años más tarde. Ha sido mantenida y utilizada por los canónigos de la Catedral. 
Desde 2002 el edificio pertenece al Capítulo de la Catedral, y en un cuerpo anexo se encuentran las oficinas de la misma. En 2007 se amplió el Museo de la Catedral con una sala de exposiciones en este espacio.

## Arquitectura

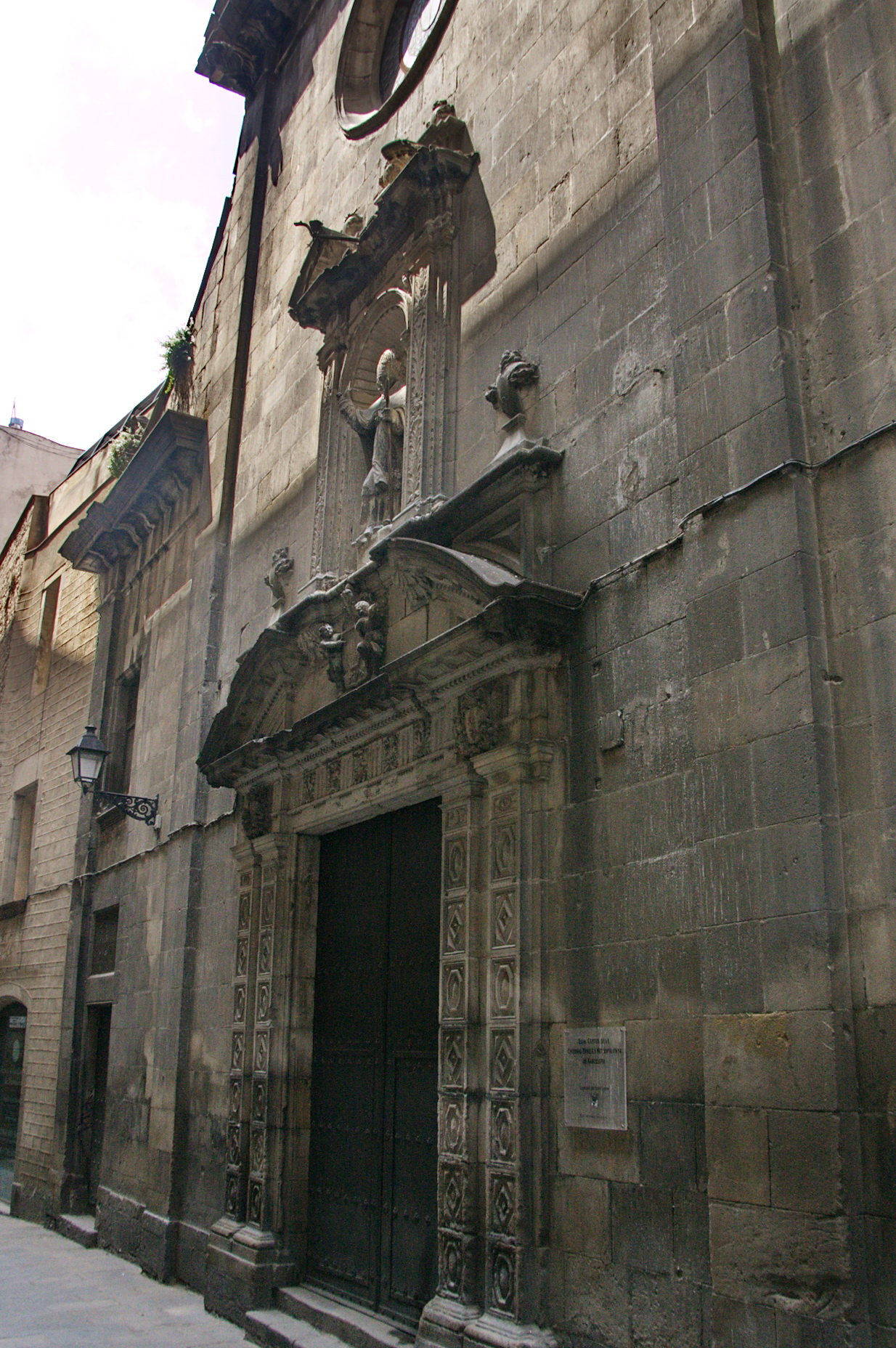
Fachada barroca de San Severo

Se trata de una construcción barroca de una sola nave, con capillas laterales y ábside poligonal. 
La fachada, diseñada por Jeroni Escarabatxeres, es austera y está dividida en tres partes mediante pilastras. Consta de una portada rectangular de regusto clásico flanqueada por dobles pilastras con decoración geométrica de casetones, rematada con un friso del mismo estilo y coronada con un frontón cortado que contiene un escudo con una mitra sostenido por unos ángeles, en alusión a la condición de obispo del santo titular, representado en lo alto dentro de una hornacina. Remata la fachada un sencillo óculo.
En contraste con la sencillez de la fachada, es notable la decoración interior de las paredes y el techo, con esgrafiados de Escarabatxeres, restaurados en 1911 por Josep Maria Pericas, autor también del púlpito. Las claves de vuelta de bóveda y los estucos de la sacristía y el presbiterio son obra de Juan Fiter, con dorados de Francisco Mas. Los vitrales se atribuyen a Francisco Saladrigues.
Destaca el retablo del altar mayor, obrado por el escultor Pere Costa entre 1754 y 1757. Las pinturas del ábside, que simulan elementos arquitectónicos, son atribuidas al artista Antonio Viladomat y las del presbiterio, que representan el martirio de San Severo, son obra del pintor barroco Joan Gallart. La iglesia alberga también un órgano barroco de 1700, uno de los más antiguos de Cataluña.
En 1928 en la fachada lateral, que da a la calle del Obispo, se derribó la finca contigua para abrir la plaza de Garriga y Bachs, donde se erigió el monumento a los mártires de la independencia, obra de Josep Llimona.